# جاي سبيرينغ
جاي فرانسيس سبيرينغ (بالإنجليزية: Jay Spearing)‏ (مواليد 25 نوفمبر 1988 في والاسي - إنجلترا) لاعب كرة قدم إنجليزي يلعب حاليا لصالح نادي الدرجة الممتازة ليفربول الإنجليزي في مركز الوسط الدفاعي، وأيضا يدرب فريق أكاديمية النادي.

## روابط خارجية
- جاي سبيرينغ على موقع الاتحاد الأوربي (الإنجليزية)
- جاي سبيرينغ على موقع إي إس بي إن إف سي (الإنجليزية)
- جاي سبيرينغ على موقع قاعدة بيانات كرة القدم.إي يو (الإنجليزية)
- جاي سبيرينغ على موقع Soccerbase.com (لاعب) (الإنجليزية)
- جاي سبيرينغ على موقع Soccerway.com (الإنجليزية)
- جاي سبيرينغ على موقع عالم كرة القدم.نت (الإنجليزية)
- جاي سبيرينغ على موقع كووورة
- جاي سبيرينغ على موقع AS.com (الإسبانية)